# Zamilovaní (film)
Zamilovaní (ve francouzském originále Les Amoureux) je francouzský dramatický film, který natočila Catherine Corsini. Premiéru měl 1. června 1994. Film pojednává o vztahu Marca a jeho starší sestry Viviane.
Na soundtracku k filmu jsou použity například písně „Push“ od K. Da' Cruz, „Perfect End“ od Johna Moorea a „You Know More Than I Know“ od Johna Calea.

## Obsazení
| Nathalie Richard  | Viviane        |
| Pascal Cervo      | Marc           |
| Olaf Lubaszenko   | Tomek          |
| Loïc Maquin       | Ronan          |
| Xavier Beauvois   | Marcův milenec |
| Jean-Paul Dermont | dodavatel      |
| Clovis Cornillac  | Charmillet     |